# Dominus Vobiscum
 (juillet 2019).
Si vous disposez d'ouvrages ou d'articles de référence ou si vous connaissez des sites web de qualité traitant du thème abordé ici, merci de compléter l'article en donnant les références utiles à sa vérifiabilité et en les liant à la section « Notes et références ».
Quand la messe est dite en latin, Dominus Vobiscum est l'adresse liturgique du prêtre ou du diacre aux fidèles dans un sens de salutation avant un certain nombre de prières ou d'actions liturgiques.
Cette expression signifie à la fois « Le Seigneur est avec vous » et « Que le Seigneur soit avec vous ».
La réponse est : « Et avec ton esprit », « Avec toi aussi » (Et cum spiritu tuo).
Elle est très ancienne dans l'Église (saint Hippolyte la cite), son origine remonte à l'Ancien Testament (Rt 2,4).